# Гельмут Квіцрау
Ге́льмут Кві́црау (нім. Helmut Quitzrau; нар.27 вересня 1899 — †1999, ФРН) — бригадефюрер СА, депутат Райхстагу, перший генеральний комісар генеральної округи Київ.

## Коротка біографія
Вступив у НСДАП у 1928 році. Долучився до замаху у Кенігсберзі 1 серпня 1932 року, після чого мусив тікати в Італію, де пробув до березня 1933 року. Очолював бригаду СА у Мазурен у 1933-34 рр. та у Штеттіні в 1934-35 рр. Під час «ночі довгих ножів» звільнений за особистою вказівкою Е. Коха, до якого він завжди проявляв лояльність. Офіцер вермахту з 1937 року. З 20 жовтня 1941 до лютого 1942 року — генеральний комісар округи Київ Райхскомісаріату Україна. За його участю було організовано знищення євреїв у Бабиному Яру, а пізніше — відправлення киян у Німеччину на примусові роботи, доказом чого може служити нижченаведена відозва:
|  | Українські чоловіки й жінки! БОЛЬШЕВИЦЬКІ КОМІСАРИ зруйнували ваші фабрики і робочі місця і таким чином позбавили вас платні й хліба. НІМЕЧЧИНА дає вам нагоду для корисної і добре оплачуваної роботи. 28 січня 1942 р. перший транспортний поїзд вирушає до Німеччини. Під час переїзду ви будете добре забезпечені й знайдете добрі житлові умови. Платня також буде доброю; ви будете одержувати гроші за тарифом і за продуктивністю праці. Про ваші родини дбатимуть весь час, поки ви будете працювати в Німеччині. Робітники й робітниці всіх професій — переважно металісти — віком від 17 до 50 р., які добровільно бажають поїхати до Німеччини, мають зголоситися на БІРЖІ ПРАЦІ В КИЄВІ ЩОДНЯ ВІД 8 ДО 15 ГОДИНИ. Ми чекаємо, що українці негайно зголосяться для одержання праці в Німеччині. Генерал-комісар І. КВІТЦРАУ, С. А. Брігадефюрер. «Нове українське слово», 11.1.1942 р |

У наведеній вище об'яві його ініціал було передано помилково.
У лютому 1942 р. його змінив на посаді Вальдемар Магунія.
Гельмут Квіцрау до суду притягнутим не був.

## Фільмографія
- Еріх Кох, Вальтер фон Райхенай і Гельмут Квіцрау приймають Джованні Мессе. [Архівовано 30 січня 2014 у Wayback Machine.] (словац.)